# Епархия Бабаойо
Епархия Бабаойо (лат. Dioecesis Babahoiensis) — епархия Римско-католической церкви с центром в городе Бабаойо в Эквадоре.

## Территория
Епархия включает в себя территорию провинции Лос-Риос в Эквадоре. Входит в состав митрополии Гуаякиля. Кафедральный собор Святого Гиацинта находится в городе Ягачи. Территория диоцеза разделена на 45 приходов. В епархии служат 28 священников (23 приходских и 5 монашествующих), 9 монахов, 51 монахиня.

## История
Апостольский викариат Лос-Риоса был создан 15 июля 1948 года буллой «Христианского народа» (лат. Christianae plebis) римского папы Пия XII на части территории епархии (ныне архиепархии) Гуаякиля. Тот же папа буллой «Достойны, чтобы» (лат. Digni sunt qui) от 10 сентября 1951 года преобразовал апостольский викариат в территориальную прелатуру.
22 августа 1994 года буллой «Постоянной прелатуре» (лат. Constat praelaturam) святого папы Иоанна Павла II территориальная прелатура была преобразована в епархию Бабаойо.

## Ординарии
- Адольфо-Мария Астедильо-Моралес (13.8.1948 — 4.4.1957);
- Виктор Гарайгорбодил-Берисбейттия (29.11.1963 — 12.5.1982);
- Хесус-Рамон Мартинес де Эскерекоча-Сузо (28.6.1984 — 27.3.2008);
- Фаусто Габриэль Травес Травес, O.F.M. (27.3.2008 — 11.9.2010, назначен архиепископом Кито);
- Марко Перес-Кайседо (10.12.2012 — 20.06.2016, назначен архиепископом Куэнки);
- Скипер Бладимир Янес Кальваки (27.03.2018 — по настоящее время).